# Hellengerst
Hellengerst ist ein Gemeindeteil des Marktes Weitnau im Landkreis Oberallgäu (Regierungsbezirk Schwaben, Bayern). Das Pfarrdorf liegt nordöstlich des Kernortes Weitnau. Nördlich fließt der Speckbach und verläuft die Bundesstraße 12.

## Geschichte
Eine erste Erwähnung für Hellengers ist für 1272 im Zusammenhang mit einem Priester Andreas  zu Hellengers belegt, eine Nennung der örtlichen Pfarrei folgte 1275. Hellegers folgte 1275 und 1451. Weitere Nennungen im 14. und 15. Jahrhundert waren Heiligers, Helgers und Hellegers. Der heutige Ortsname Hellengerst ist für 1543 belegbar. Für 1525 sind 41 Hofstätten nachgewiesen. Im Jahr 1566 veräußerte der Adel Montfort-Rotenfels das Patronat und die Vogtei der Pfarrei Helligerst an das Fürststift Kempten. Die Vereinödung folgte 1777, Besitzrechte hatten neben dem Stift Kempten auch die Grafschaft Rotenfels und die Herrschaften Trauchburg und die Hohenegg. Bis zum Ende des 18. Jahrhunderts hatte die Kemptener Fürstabtei fast jeglichen Besitz.
Am 1. Januar 1963 wurde ein Teil der Gemeinde Rechtis mit Hellengerst nach Weitnau eingemeindet.
Im Jahr 2014 wurden in Hellengerst mehrere Stolpersteine in Erinnerung an die Familie Rötzer verlegt. Die gesamte Familie wurde Opfer des Nationalsozialismus.

## Sehenswürdigkeiten
In der Liste der Baudenkmäler in Weitnau ist für das Pfarrdorf Hellengerst ein Baudenkmal aufgeführt:
- Die im Kern spätgotische katholische Pfarrkirche St. Stephan ist ein Saalbau mit eingezogenem, dreiseitig geschlossenem Chor und nördlichem Satteldachturm. Sie wurde im Jahr 1773 erneuert.